# 거울 금속

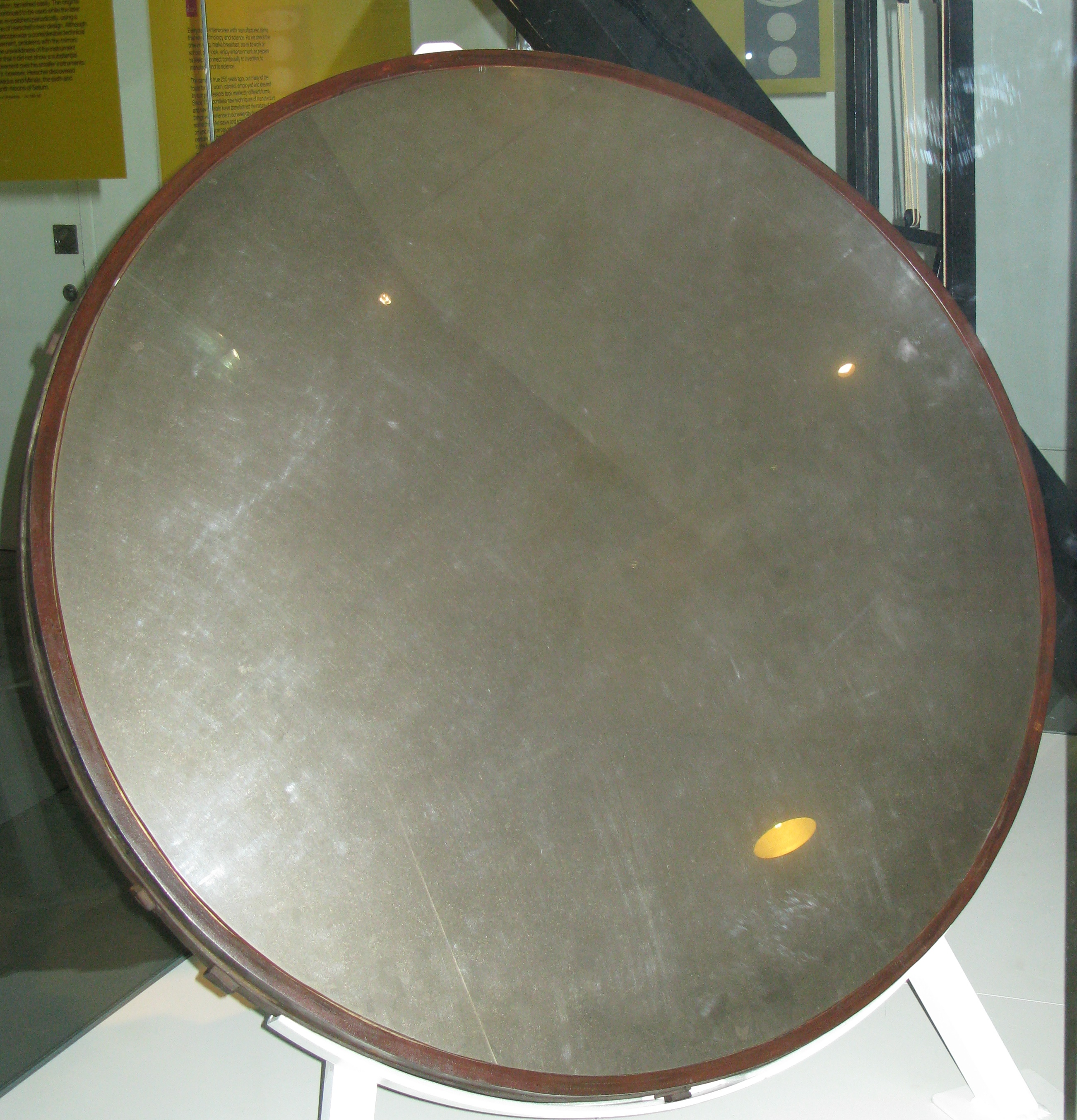
런던 과학 박물관에 있는 윌리엄 허셜의 직경 1.2m(49.5인치)인 "40피트 망원경"의 거울금속 거울

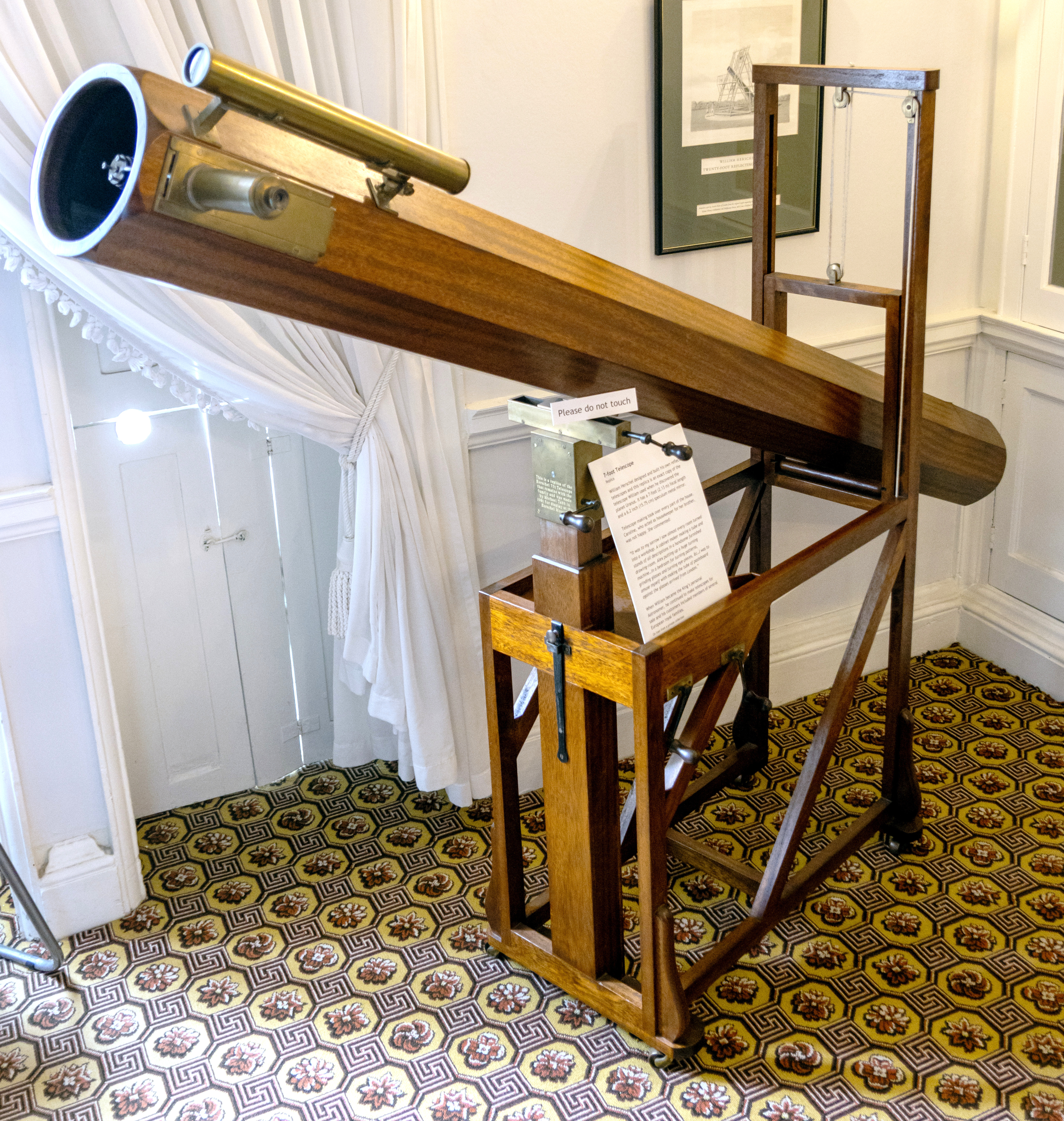
거울 모양의 금속 주경을 갖춘 허셜의 6.2인치 구경 뉴턴 망원경의 현대 복제품

거울 금속(speculum metal)은 구리가 약 2/3, 주석이 1/3 정도 섞인 흰색의 깨지기 쉬운 합금으로, 광택을 내면 반사율이 높은 표면을 만들 수 있다.

## 같이 보기
- 벌리개
- 스페쿨룸
- 청동
- 동경 (거울)